# Altenbeken
Altenbeken er en kommune i kreisen Paderborn i Nordrhein-Westfalen, Tyskland. Altenbeken ligger ca. 15 km nordvest for Paderborn, har et areal på 76,22 km² og et indbyggertal på 9.269 (pr. 31. december 2010).
Øst for byen finder man Altenbeken Viadukt, en 482 m lang og op til 35 m høj dobbeltsporsjernbaneviadukt. Den er centrum i en Viaduktfestival, der afholdes hvert andet år.